# Institution Saint-Joseph de Singapour

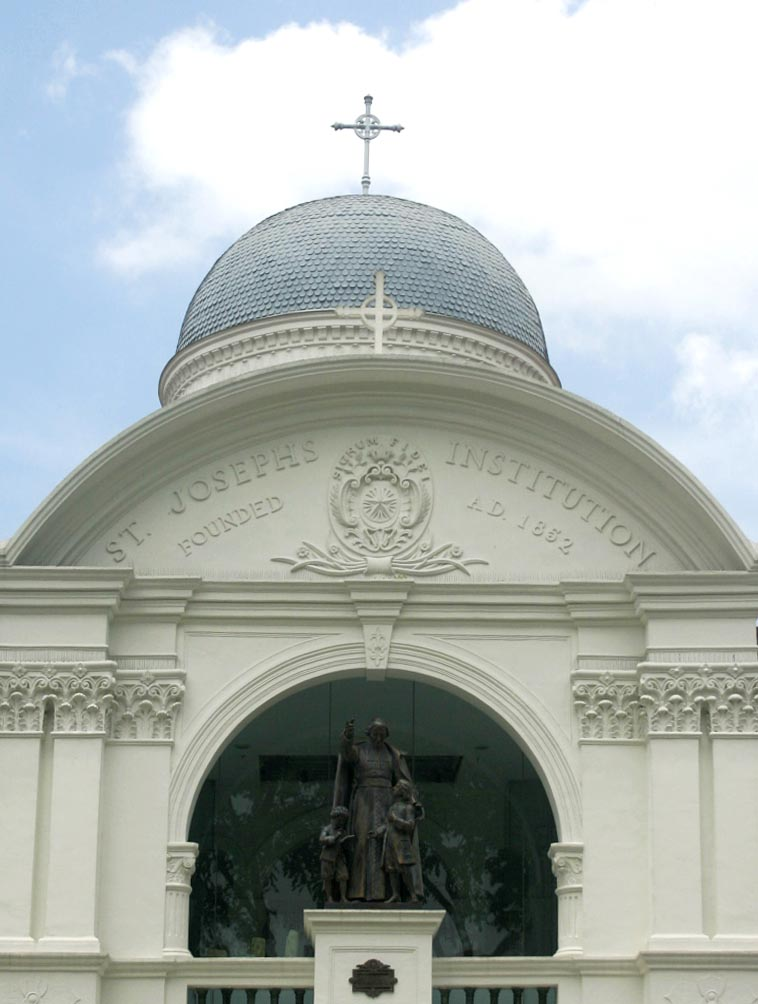
Sculpture représentant saint Jean-Baptiste de La Salle sur le fronton de la '.

L’Institution Saint-Joseph (en anglais : Saint Joseph's Institution, SJI) est une école catholique située à Singapour, et fondée par les Frères des Écoles chrétiennes (De La Salle Brothers) en 1852, à l’initiative du Père Jean-Marie Beurel (en). C'est le troisième plus ancien établissement éducatif de Singapour, le plus ancien étant Raffles Institution.

## Caractéristiques
Elle compte de nombreux anciens élèves connus, tels que le Dr Tony Tan Keng Yam, Premier ministre adjoint (Singapour) (en) de 1995 à 2005, ou Teo Chee Hean, l'actuel Premier ministre adjoint. L'école est bien connue pour ses bons résultats, ses succès sportifs, et propose aux élèves de nombreuses activités extra-scolaires, telles que le rugby à XV, le canoë-kayak et le tennis de table. L'orchestre de l'école, le St Joseph's Institution Military Band, a également régulièrement été distingué.
L'uniforme porté par les élèves est simple, blanc avec le blason de l'école qui orne la poitrine du côté gauche.